# Le Déménagement de Mickey
Pour plus de détails, voir Fiche technique et Distribution.
Le Déménagement de Mickey (Moving Day) est un dessin animé de Mickey Mouse produit par Walt Disney pour United Artists et sorti le 20 juin 1936.

## Synopsis
C'est le premier octobre, Mickey et Donald n'arrivent plus à payer leur loyer depuis 6 mois. Le shérif Pat Hibulaire vient les prévenir qu'il va les expulser et vendre leurs biens afin de rembourser leurs dettes. Il plante l'affiche annonçant la vente avec les poings. Leur ami Dingo, vendeur de glace, arrive avec sa camionnette pour les amener de la glace. Mickey et Donald profitent alors de l'occasion pour lui demander de les aider à déménager avant que le shérif ne revienne. Malheureusement, Dingo ne parvient pas à faire rester, dans le camion, le piano de Mickey, piano doué d'une vie propre. 
A l'étage, après avoir débranché un chauffage du tuyau d'arrivée de gaz, Donald se retrouve aux prises avec un débouche-évier, coincé sur son arrière-train, ensuite remplacé par un bocal à poisson. Dans la cuisine, Dingo est encore aux prises avec le piano. Donald se retrouve gonflé par le gaz qui s'échappe du tuyau et part comme un ballon de baudruche non fermé à travers les pièces de la maison. Alerté par le raffut, Pat qui poursuivait son affichage entre dans la maison. Il tente d'allumer son cigare avec une allumette et déclenche une explosion. Mickey, Dingo, Donald et les objets de la maison se retrouvent alors par miracle sur le camion, tandis que Pat reste assis dans la baignoire située à l'étage mais donc le sol à totalement disparu.

## Fiche technique
- Titre original : Moving Day
- Autres Titres[1] :
  - Allemagne : Umzugstag, Umzug mit Pfiff
  - Finlande : Hessu, Mikki ja Aku muuttotouhuissa
  - France : Le Déménagement de Mickey
  - Suède : Musse Pigg flyttar, Långben i flyttningstagen
- Série : Mickey Mouse
- Réalisateur : Ben Sharpsteen
- Animateur : Art Babbitt, Al Eugster, Fred Spencer
- Voix : Billy Bletcher (Pat), Pinto Colvig (Dingo), Walt Disney (Mickey), Clarence Nash (Donald)
- Producteur : Walt Disney, John Sutherland
- Distributeur : United Artists
- Date de sortie : 20 juin 1936[2]
- Format d'image : Couleur (Technicolor)
- Son : Mono RCA Photophone
- Durée : 8 min
- Langue : (en)
- Pays :  États-Unis

## Voix françaises

### 1erdoublage (années 50)
- Jacques Bodoin : Mickey Mouse et Donald Duck
- Camille Guérini : Dingo
- Pierre Morin : Pat Hibulaire

S’agissant là d’un doublage assez ancien, surtout que les voix sont forcées pour correspondre aux personnages, l’identification des autres voix est assez complexe.

### 2edoublage (1989)
- Jean-Paul Audrain : Mickey Mouse
- Sylvain Caruso : Donald Duck
- Roger Carel : Pat Hibulaire, Dingo

## Commentaires
Sean Griffin s'interroge sur le fait qu'une fois de plus plusieurs personnages masculins partagent leur vie et leur travail sans présence féminine, dans son étude sur l'homosexualité chez Disney. Le trio est dans une situation similaire dans Mickey's Service Station (1935), Nettoyeurs de pendules (1937), Les Revenants solitaires (1937), La Remorque de Mickey (1938) et la séquence Mickey et le Haricot magique de Coquin de printemps (1947).